# 헬 인 어 셀

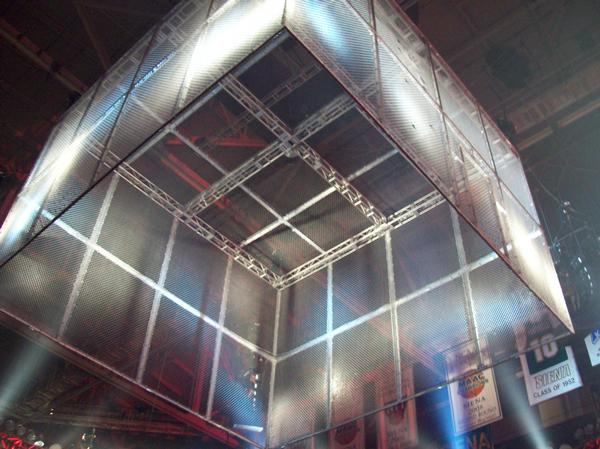
헬인어셀

헬 인 어 셀(Hell in a Cell)은 미국 프로레슬링 단체 WWE에서 1997년 생겨난 경기 방식으로 기존 WWE에서 사용되던 철장에 링 사이드 쪽으로 규모가 넓고 지붕이 있는 것이 특징이다. 원래 해당 경기는 WWE의 각종 페이 퍼 뷰에서 사용되었으나 2009년 헬 인 어 셀 전용 페이 퍼 뷰인 헬 인 어 셀이 생겨나며 해당 페이 퍼 뷰에서 헬 인 어 셀 경기가 열리고 있다.

## 경기규칙
- 핀폴, 서브미션으로만 상대를 이길 수 있고 별도의 실격(반칙 등의 행위)이나 카운트 아웃, 탈출은 적용되지 않는다. 또한 스틸 케이지 매치에서는 먼저 철장을 벗어나도 승리할 수 있도록 규정되어 있으나 헬 인 어 셀 매치에서는 구조물의 특성상 철장을 벗어나더라도 경기는 계속 진행되며 링 안에서 핀폴이나 서브미션을 해야 한다.

## 역대 경기 목록
- 굵은 글자가 승자임.

| 날짜             | 장소           | 이벤트명        | 경기                                                                            | 경기 방식 |
| ---------------- | -------------- | --------------- | ------------------------------------------------------------------------------- | --- |
| 1997년 10월 5일  | 세인트루이스   | 배드 블러드     | 숀 마이클스 vs 언더테이커                                                       | WWE 챔피언십 넘버원 컨텐더 매치                                                                                          |
| 1998년 6월 15일  | 샌안토니오     | 러 이즈 워      | 스톤콜드 스티브 오스틴 & 언더테이커 vs 케인 & 맨카인드 (No Contest)             | 빈칸 |
| 1998년 6월 28일  | 피츠버그       | 킹 오브 더 링   | 언더테이커 vs 맨카인드                                                          | 빈칸 |
| 1998년 8월 24일  | 필라델피아     | 러 이즈 워      | 맨카인드 vs 케인 (No Contest)                                                   | 빈칸 |
| 1999년 3월 28일  | 필라델피아     | 레슬마니아      | 언더테이커 vs 빅 보스맨                                                         | 빈칸 |
| 2000년 2월 27일  | 하트퍼드       | 노 웨이 아웃    | 트리플 H vs 캑터스 잭                                                           | WWE 챔피언십 매치 |
| 2000년 12월 10일 | 버밍햄         | 아마게돈        | 커트 앵글 vs 트리플 H vs 더락 vs 리키쉬 vs 스톤콜드 스티브 오스틴 vs 언더테이커 | 6자간의 WWE 챔피언십 매치                                                                                                |
| 2002년 5월 19일  | 내슈빌         | 저지먼트 데이   | 트리플 H vs 크리스 제리코                                                       | 빈칸 |
| 2002년 10월 20일 | 노스리틀록     | 노 머시         | 브록 레스너 vs 언더테이커                                                       | WWE 챔피언십 매치 |
| 2003년 6월 15일  | 휴스턴         | 배드 블러드     | 트리플 H vs 케빈 내쉬                                                           | 월드 헤비웨이트 챔피언십 매치 특별 심판: 믹 폴리                                                                         |
| 2004년 6월 13일  | 콜럼버스       | 배드 블러드     | 숀 마이클스 vs 트리플 H                                                         | 빈칸 |
| 2005년 6월 26일  | 라스베이거스   | 벤전스          | 바티스타 vs 트리플 H                                                            | 월드 헤비웨이트 챔피언십 매치                                                                                            |
| 2005년 12월 18일 | 프로비던스     | 아마게돈        | 언더테이커 vs 랜디 오턴                                                         | 빈칸 |
| 2006년 9월 17일  | 토론토         | 언포기븐        | 트리플 H & 숀 마이클스 vs 빅 쇼 & 빈스 맥맨 & 쉐인 맥맨                         | 핸디캡 매치 |
| 2007년 11월 18일 | 마이애미       | 서바이벌 시리즈 | 바티스타 vs 언더테이커                                                          | 월드 헤비웨이트 챔피언십 매치                                                                                            |
| 2008년 8월 17일  | 인디애나폴리스 | 서머슬램        | 언더테이커 vs 에지                                                              | 빈칸 |
| 2009년 10월 4일  | 뉴어크         | 헬 인 어 셀     | CM 펑크 vs 언더테이커                                                           | 월드 헤비웨이트 챔피언십 매치                                                                                            |
| 2009년 10월 4일  | 뉴어크         | 헬 인 어 셀     | 존 시나 vs 랜디 오턴                                                            | WWE 챔피언십 매치 |
| 2009년 10월 4일  | 뉴어크         | 헬 인 어 셀     | 트리플 H & 숀 마이클스 vs 테드 디비아시 주니어 & 코디 로즈                      | 빈칸 |
| 2010년 10월 3일  | 댈러스         | 헬 인 어 셀     | 랜디 오턴 vs 셰이머스                                                           | WWE 챔피언십 매치 |
| 2010년 10월 3일  | 댈러스         | 헬 인 어 셀     | 케인 vs 언더테이커                                                              | 월드 헤비웨이트 챔피언십 매치                                                                                            |
| 2011년 9월 26일  | 캔자스시티     | 러              | 존 시나 vs CM 펑크 vs 돌프 지글러 vs 알베르토 델 리오 vs 잭 스웨거              | 5자간의 WWE 챔피언십 매치 or 다크 매치                                                                                   |
| 2011년 10월 2일  | 뉴올리언스     | 헬 인 어 셀     | 마크 헨리 vs 랜디 오턴                                                          | 월드 헤비웨이트 챔피언십 매치                                                                                            |
| 2011년 10월 2일  | 뉴올리언스     | 헬 인 어 셀     | 존 시나 vs CM 펑크 vs 알베르토 델 리오                                          | 트리플 쓰렛 WWE 챔피언십 매치                                                                                            |
| 2012년 4월 1일   | 마이애미       | 레슬마니아      | 트리플 H vs 언더테이커                                                          | 특별 심판: 숀 마이클스                                                                                                   |
| 2012년 10월 28일 | 애틀랜타       | 헬 인 어 셀     | CM 펑크 vs 라이백                                                               | WWE 챔피언십 매치 |
| 2013년 10월 27일 | 마이애미       | 헬 인 어 셀     | CM 펑크 vs 라이백 & 폴 헤이먼                                                   | 핸디캡 매치 |
| 2013년 10월 27일 | 마이애미       | 헬 인 어 셀     | 랜디 오턴 vs 대니얼 브라이언                                                    | 공석의 WWE 챔피언십 매치 특별심판: 숀 마이클스                                                                           |
| 2014년 10월 26일 | 댈러스         | 헬 인 어 셀     | 존 시나 vs 랜디 오턴                                                            | WWE 챔피언십 넘버원 컨텐더 매치                                                                                          |
| 2014년 10월 26일 | 댈러스         | 헬 인 어 셀     | 세스 롤린스 vs 딘 엠브로스                                                      | 빈칸 |
| 2015년 10월 25일 | 로스앤젤레스   | 헬 인 어 셀     | 로만 레인즈 vs 브레이 와이엇                                                    | 빈칸 |
| 2015년 10월 25일 | 로스앤젤레스   | 헬 인 어 셀     | 언더테이커 vs 브록 레스너                                                       | 빈칸 |
| 2016년 4월 3일   | 알링턴         | 레슬마니아      | 쉐인 맥맨 vs 언더테이커                                                         | 쉐인 맥맨이 이긴다면 WWE 러의 지휘권을 얻을 수 있으며, 언더테이커가 패배하면 더 이상 레슬마니아에서 경기를 치룰 수 없다. |
| 2016년 10월 30일 | 보스턴         | 헬 인 어 셀     | 로만 레인즈 vs 루세프                                                           | WWE 유나이티드 스테이츠 챔피언십 매치                                                                                    |
| 2016년 10월 30일 | 보스턴         | 헬 인 어 셀     | 케빈 오웬스 vs 세스 롤린스                                                      | WWE 유니버셜 챔피언십 매치                                                                                               |
| 2016년 10월 30일 | 보스턴         | 헬 인 어 셀     | 사샤 뱅크스 vs 샬럿 플레어                                                      | WWE RAW 위민스 챔피언십 매치                                                                                             |
| 2017년 10월 8일  | 디트로이트     | 헬 인 어 셀     | 뉴 데이 vs 우소즈                                                               | WWE 스맥다운 태그팀 챔피언십 매치                                                                                        |
| 2017년 10월 8일  | 디트로이트     | 헬 인 어 셀     | 쉐인 맥맨 vs 케빈 오웬스                                                        | 폴스 카운트 애니웨어 매치                                                                                                |
| 2018년 9월 16일  | 샌안토니오     | 헬 인 어 셀     | 랜디 오턴 vs 제프 하디                                                          | 빈칸 |
| 2018년 9월 16일  | 샌안토니오     | 헬 인 어 셀     | 로만 레인즈 vs 브라운 스트로우먼 (No Contest)                                   | WWE 유니버셜 챔피언십 매치                                                                                               |
| 2019년 10월 6일  | 새크라멘토     | 헬 인 어 셀     | 베키 린치 vs 사샤 뱅크스                                                        | WWE RAW 위민스 챔피언십 매치                                                                                             |
| 2019년 10월 6일  | 새크라멘토     | 헬 인 어 셀     | 세스 롤린스 vs 브레이 와이엇 (No Contest)                                       | WWE 유니버셜 챔피언십 매치                                                                                               |
| 2020년 10월 25일 | 올랜도         | 헬 인 어 셀     | 로만 레인즈 vs 제이 우소                                                        | WWE 유니버셜 챔피언십 매치 or 아이 큇 매치                                                                               |
| 2020년 10월 25일 | 올랜도         | 헬 인 어 셀     | 베일리 vs 사샤 뱅크스                                                           | WWE 스맥다운 위민스 챔피언십 매치                                                                                        |
| 2020년 10월 25일 | 올랜도         | 헬 인 어 셀     | 드루 매킨타이어 vs 랜디 오턴                                                    | WWE 챔피언십 매치 |
| 2021년 6월 18일  | 탬파           | 스맥다운        | 로만 레인즈 vs 레이 미스테리오                                                  | WWE 유니버셜 챔피언십 매치                                                                                               |
| 2021년 6월 20일  | 탬파           | 헬 인 어 셀     | 비앙카 벨레어 vs 베일리                                                         | WWE 스맥다운 위민스 챔피언십 매치                                                                                        |
| 2021년 6월 20일  | 탬파           | 헬 인 어 셀     | 보비 래슐리 vs 드루 매킨타이어                                                  | WWE 챔피언십 매치 |
| 2021년 6월 21일  | 탬파           | 러              | 보비 래슐리 vs 재비어 우즈                                                      | 빈칸 |
| 2021년 10월 21일 | 리야드         | 크라운 주얼     | 에지 vs 세스 롤린스                                                             | 빈칸 |
| 2022년 6월 5일   | 로즈먼트       | 헬 인 어 셀     | 세스 롤린스 vs 코디 로즈                                                        | 빈칸 |
| 2023년 4월 2일   | 잉글우드       | 레슬마니아      | 에지 vs 핀 베일러                                                               | 빈칸 |
| 2024년 10월 5일  | 애틀랜타       | 배드 블러드     | CM 펑크 vs 드루 매킨타이어                                                      | 빈칸 |

## 같이 보기
- 일리미네이션 체임버